# زمین‌لرزه ۱۹۵۴ یونان
زمین‌لرزه یونان  در تاریخ ۳۰ آوریل ۱۹۵۴ میلادی، برابر با ‎۱۰ اردیبهشت ۱۳۳۳، ساعت ۱۳:۰۲:۳۶ به زمان یوتی‌سی در یونان رخ داد. بزرگی آن ۶٫۸ در مقیاس Ms اعلام شده‌است. زمین‌لرزه به وقت محلی در روز جمعه، ساعت ۱۵ روی داده و منطقه زمانی آن یوتی‌سی +۲ بوده‌است (با لحاظ تغییر ساعت تابستانی).
سازمان زمین‌شناسی آمریکا نیز جای این زمین‌لرزه را در مختصات ۳۹°۱۸′شمالی ۲۲°۱۲′شرقی / ۳۹٫۳°شمالی ۲۲٫۲°شرقی و بزرگی آنرا برابر با ۷ در مقیاس ریشتر اعلام کرده‌است. 
شمار کشتگان زلزله حدود ۳۱ نفر بوده‌است.تعداد زخمیان ۷۱۷ نفر برآورده شده‌است.